# 八条隆輔
八条隆輔（はちじょう たかすけ、元文元年（1736年）8月7日 - 寛政2年（1790年）2月29日）は、江戸時代中期の公卿。

## 官歴
- 寛延2年（1749年）：従五位上、侍従
- 宝暦3年（1753年）：正五位下
- 宝暦5年（1755年）：刑部大輔
- 宝暦7年（1757年）：従四位下
- 宝暦11年（1761年）：従四位上
- 明和元年（1764年）：左権少将
- 明和2年（1765年）：正四位下
- 明和5年（1768年）：右権中将
- 明和6年（1769年）：従三位
- 安永9年（1780年）：正三位
- 寛政元年（1789年）：参議、従二位

## 系譜
- 父：八条隆英
- 兄：櫛笥隆周
- 兄：櫛笥隆司
- 子：八条隆礼